# Carancho
Carancho ist ein argentinischer Spielfilm aus dem Jahr 2010. Regie führte Pablo Trapero. Der Thriller mit Elementen eines Liebesfilms behandelt das Milieu illegaler Anwaltskanzleien, die ihr Geld unter Ausnutzung von Opfern von Verkehrsunfällen durch Schadensersatzklagen und Betrug von Haftpflichtversicherungen verdienen.

## Handlung
Héctor Sosa, ein Rechtsanwalt mittleren Alters, dem die Zulassung entzogen wurde, arbeitet für eine dubiose „Stiftung“, die sich angeblich für höhere Schmerzensgeldzahlungen an Opfer von Verkehrsunfällen einsetzt, dabei jedoch vor Methoden wie der absichtlichen Verschlimmerung von Verletzungen nicht zurückschreckt. Bei einem Unfall taucht er „zufällig“ auf, nachdem ihm Daten von einem korrupten Notarzt zugespielt wurden, um sich um das Unfallopfer zu kümmern und eventuell von diesem in einer Schadensersatzklage eingestellt zu werden. Am Unfallort trifft er auf die junge Notärztin Luján Olivera. Zwischen ihr und Sosa entwickelt sich eine Liebesbeziehung. Beide verbindet die Unzufriedenheit mit der Arbeit: Während Sosa gerne wieder regulär als Anwalt arbeiten würde, da er die häufigen gewalttätigen Auseinandersetzungen mit den anderen Stiftungsmitgliedern sowie die nächtlichen Ausflüge zum Aufspüren von Verkehrsunfällen leid ist, ist Luján gestresst vom langen Bereitschaftsdienst, weswegen sie von Morphin abhängig geworden ist.
Als ein Kunde Sosas, der sich absichtlich wegen des Schadensersatzes vor ein Auto warf, als Folge des Unfalls in der Notaufnahme des Krankenhauses stirbt, in dem Luján arbeitet, will sie zunächst nichts mehr von Sosa wissen. Gleichzeitig verschärfen sich die Konflikte Sosas mit einem Mitarbeiter in seiner Stiftung, so dass er Pläne schmiedet, in eine andere Gegend zu ziehen und die Arbeit in der Stiftung aufzugeben. Nach einer Schlägerei mit dem verfeindeten Kollegen und einem Helfer taucht er verletzt in Lujáns Notaufnahme auf, was er zur Aussprache mit ihr nutzt, es kommt zur Versöhnung und in der Folge zu einer engeren Kollaboration der beiden – auch sie beschäftigt immer mehr der Gedanke, mit Sosa zusammen in eine andere Gegend zu fliehen.
Eines Nachts dringt Sosas verfeindeter Kollege in Lujáns Krankenhaus ein und schüchtert sie mit brutaler Gewalt ein. Aus Wut darüber schlägt Sosa am nächsten Tag den Kollegen mit einer Metallschublade zusammen, der daraufhin stirbt. Ein gemeinsamer Fluchtversuch Sosas mit Luján kurz darauf scheitert, da eine korrupte Polizeieinheit Sosa am Ausgang seines Hauses festnimmt – und ihn zu seinem Vorgesetzten in der Stiftung, der „Perro“ (span. „Hund“) genannt wird, führt.
Perro, dem die „Beseitigung“ des Mitarbeiters offensichtlich recht war, bietet Sosa an, ihn ziehen zu lassen und der Polizei den Mord zu verschweigen, wenn er nur einen letzten lukrativen Auftrag für die Stiftung zu Ende bringt. Daraufhin heckt Sosa mit Luján einen Plan aus. Als er schließlich die Zahlung erhält und gemeinsam mit Perro in die Stiftung bringt, inszeniert ein Helfer absichtlich auf dem Weg einen Verkehrsunfall, damit Sosa sich mit dem Geld mit Lujáns Hilfe, die eine Straße weiter auf ihn wartet, aus dem Staub machen kann. Sowohl Perro als auch Sosa werden bei dem Unfall verletzt und liefern sich eine Schießerei, Sosa erreicht jedoch das Auto von Luján, die den hinkenden Perro auf der Flucht überfährt.
Auf der Flucht gelangen sie an eine Kreuzung, an der sie mit einem anderen Auto, das bei Rot über die Ampel fuhr, zusammenstoßen. Während das Bild des Films an dieser Stelle endet, hört man Stimmen, an denen erkennbar ist, das ein unbekannter „Helfer“ bei der Bergung der (vermutlich) schwer verletzten Luján und Sosa seine Dienste anbietet, wahrscheinlich ein anderer Rechtsanwalt.

## Produktion
Der Film wurde im Partido La Matanza im Ballungsraum der argentinischen Hauptstadt Buenos Aires gedreht. Die weibliche Hauptdarstellerin Martina Gusmán, die eher als Filmproduzentin als Schauspielerin bekannt ist und die Ehefrau des Regisseurs Pablo Trapero ist, übernahm auch die Produktion des Films.

## Rezeption

### Resonanz bei Publikum und Filmfestivals
Der Film lief am 6. Mai 2010 in den argentinischen Kinos an und konnte sich in den ersten drei Wochen auf dem zweiten Platz der Besucherhitlisten halten. Bis zum 19. Juli 2010 sahen den Film in Argentinien 610.849 Zuschauer.
Am 18. Mai 2010 wurde Carancho auf den Filmfestspielen von Cannes in der Kategorie Un certain regard aufgeführt. Laut der Zeitung Clarín wurde der Film mit langem Applaus aufgenommen.

### Kritik
Der Film wurde von der Kritik überwiegend positiv aufgenommen. Das argentinische Filmkritikportal Todas las críticas kam auf 45 positive Bewertungen bei 47 ausgewerteten Kritiken und auf eine durchschnittliche Wertung von 78 %.
Diego Lerer (Clarín) bewertete den Film mit vier von fünf Sternen (sehr gut) und bezeichnete den Film als „äußerst schwarzen, beeindruckenden Kriminalfilm“, den man als „schmutzige Variante des nordamerikanischen Kriminalfilms der 1970er Jahre“ ansehen könne. Der Film sei der bisher härteste, in dem Ricardo Darín spielte. Allerdings würde das Ende „die eine oder andere Diskussion anregen“. Adolfo Martínez (La Nación) lobte die schauspielerischen Leistungen von Darín und Gusman und gab dem Film die Note gut (3 von 5 Sternen). Der Regisseur Pablo Trapero habe erneut sein Talent unter Beweis gestellt, Geschichten aus dem Alltag zu erzählen. Es handele sich um einen der Filme, die beispielhaft für die Wiederauferstehung des argentinischen Kinos stehen könnten. Beatriz Molinari (La Voz del Interior) gab dem Film die Note exzellent (5 Sterne von 5). Sie hob die Leistung der künstlerischen Leiterin Mercedes Alfonsín hervor, die „den Krankenhausalptraum meisterhaft wiedergebe“, und urteilte: „Carancho klagt an, erzählt von der Liebe in gewalttätigen Zeiten, und gibt ein unangenehmes Gefühl, ohne das Alltägliche zu vergessen“. Negativer fiel die Kritik von Pedro Squillaci (La Capital) aus, der dem Film drei von fünf Sternen gab. Es sei nicht der beste Film von Trapero, vielmehr bliebe er hinter den Erwartungen zurück, die ein Starschauspieler internationaler Klasse (Darín) gemeinsam mit einem herausragenden Independent-Regisseur wecken könnten. Der größte Fehler des Films sei es, dass die Hauptrollen den Zuschauer nicht anstecken könnten; die schauspielerischen Leistungen sowohl von Darín als auch von Gusman blieben hinter früheren Arbeiten zurück. Dennoch sei die Intention Traperos, die dunklen Machenschaften der Caranchos zu zeigen, bemerkenswert.

## Bedeutung des Namens
Der Name Carancho bedeutet im Spanischen Schopfkarakara, ein aasfressender Greifvogel. Die Bezeichnung Carancho für Rechtsanwälte, die sich auf Unfallopfer spezialisieren und diese als Kunden direkt vor Ort anwerben, wurde laut Pablo Trapero für den Film erfunden, da diese Anwälte wie Greifvögel über den verletzten oder toten Opfern kreisen und bei Gelegenheit zuschlagen. Die Figur Sosa wird des Öfteren im Film als Carancho bezeichnet. Verbreitet ist in der argentinischen Umgangssprache im selben Zusammenhang das Wort buitre (Geier). Trapero wählte jedoch den Carancho, da der Name prägnanter sei.